# El Caballito

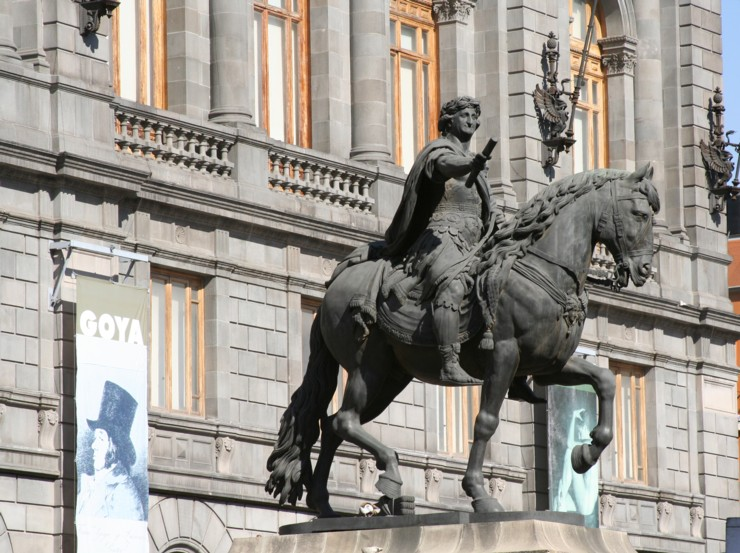
El Caballito på Plaza Manuel Tolsá

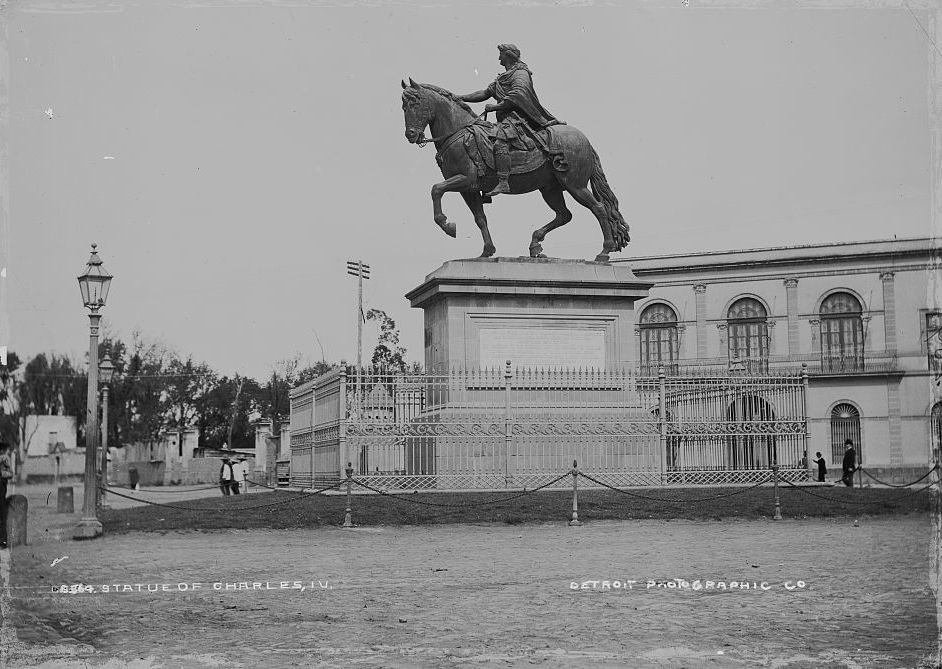
El Caballito i Paseo de la Reforma vid slutet av 1800-talet

El Caballito är en ryttarstaty av brons utförd av den spanske arkitekten och skulptören Manuel Tolsá. Statyn föreställer kung Karl IV av Spanien som var den sista härskaren i Nya Spanien (nuvarande Mexiko). Den uppfördes i Mexico City åren 1793 till 1802, när Mexiko var en spansk koloni. Projektet initierades av Miguel de la Grúa Talamanca som var vicekung i Nya Spanien. Statyn har stått på ett antal ställen i Mexico City och befinner sig nu på Plaza Manuel Tolsá framför Palacio de Minería i Mexiko Citys historiska centrum. Åren 1852 till 1979 stod den i korsningen mellan Paseo de la Reforma och Avenida Bucareli.